# Спрејгвил (Ајова)
Спрејгвил (енгл. Spragueville) град је у америчкој савезној држави Ајова. По попису становништва из 2010. у њему је живело 81 становника.

## Демографија
Према попису становништва из 2010. у граду је живело 81 становника, што је -8 (-9.0%) становника више него 2000. године.
| Група             | 2000.      | 2010.      |
| Белци             | 86 (96,6%) | 79 (97,5%) |
| Афроамериканци    | 0 (0,0%)   | 0 (0,0%)   |
| Азијати           | 0 (0,0%)   | 0 (0,0%)   |
| Хиспаноамериканци | 2 (2,2%)   | 2 (2,5%)   |
| Укупно            | 89         | 81         |